# 盧卡斯·格羅烏爾
盧卡斯·格羅烏爾（Lucas Glover，1979年11月12日—），是一位美國職業哥爾夫球手。他出生於格林維爾，就讀大學時主修傳播學，並於2000年至2001年入選哥爾夫球全美一隊。2005年，盧卡斯首嘗PGA聯賽的桂冠。2009年，以低標準桿4桿完成賽事，以2桿力壓菲爾·米克森等人獲得2009年美國高爾夫公開賽冠軍，這次是他首次獲得該項比賽的冠軍 。